# サウンズNOW
『サウンズNOW』は、STVラジオで放送されていた番組（2000年代前半）。

## 概要
2000年の改編で放送開始。ミュージシャンを迎えてのインタビューやライブ、一人の人物に密着したドキュメント、桂竹丸の人物伝など毎回様々な企画で構成された。日曜早朝や夜の放送であった。
30分枠だが日高晤郎の北海道五十三次や特別番組などで短縮や休止もあった。2004年9月終了。以降はラジオスペシャルといった番組名で同内容の企画が放送されることもあった。

## 放送時間
- 日曜 18:00 - 18:30 （- 2000年3月）
- 日曜 20:00 - 20:30 （2000年10月 - ？、2002年10月 - 2003年）
- 日曜 06:00 - 06:30 （- 2002年3月、2003年4月 - 2004年3月）
- 日曜 23:30 - 24:00 （2004年4月 - 同年9月）

## 主な内容
| 放送日   | 内容                             | その他 |
| -------- | -------------------------------- | ------ |
| 1月27日  | チャリティミュージックソン番外編 | [ 1 ]  |
| 10月6日  | フォーリーブスの世界             |        |
| 10月13日 | 不屈の闘志! ハヤブサ物語         |        |
| 10月20日 | 葉加瀬太郎                       |        |

| 放送日   | 内容                          | その他 |
| -------- | ----------------------------- | ------ |
| 3月16日  | 親父になった絶食ブラザーズ    |        |
| 4月6日   | 森山良子の大好きほっかいどう  |        |
| 7月20日  | 桂竹丸の幕末人物伝 坂本龍馬伝 |        |
| 8月3日   | TENNGOの夏!                   |        |
| 8月17日  | 高校最後の夏・北風沙織        |        |
| 8月24日  | 柳ジョージ スペシャル         |        |
| 12月7日  | 白鳥英美子の世界              |        |
| 12月21日 | 酒井俊の満月と共に            |        |

| 放送日  | 内容                      | その他 |
| ------- | ------------------------- | ------ |
| 4月4日  | ミュージックBOX・鈴木雅之 |        |
| 4月18日 | たまたま人生25歳          |        |
| 6月13日 | 合田道人 童謡の秘密       |        |
| 6月20日 | 永六輔語録                |        |
| 8月1日  | 桂竹丸人物伝              |        |
| 8月15日 | 被爆体験記                | [ 2 ]  |
| 8月29日 | 今、韓国音楽が熱い!       | [ 3 ]  |
| 9月5日  | 今、韓国音楽が熱い!       |        |

## スタッフ
- 制作 - STVラジオ